# Sillebo
Sillebo är en by i Östervåla socken, Heby kommun.
Sillebo omtalas i dokument första gången 1492 ("Silläbode") i samband med att Bengt Olsson i Vretas dotterbarn tilldöms Sillebo, som Per Olsson i Huggle sade sig ha köpt och därmed ersatt sin bror för Huggle. Under 1500-talet upptas Sillebo i jordeboken som två hela mantal skatte, ett om 4 öresland 8 penningland och ett om 3 öresland. Vidare fanns här 1548 en skatteutjord om 8 penningland till Bjurvalla, från 1549 till Ginka. Förleden i bynamnet är det fornsvenska namnet Sille.
Av de båda gårdarna i byn har den västra kallats Nils-Per och den östra Jan-Pers. Bland bebyggelser på ägorna märks Björkudden, uppfört på 1890-talet. Bodarna är en nu försvunnen gård, den var under 1600-talet och 1700-talet torp under Sillebo, men räknas under 1800-talet som eget hemman. Efter laga skifte 1892 räknas den som avgärda Sillebo 1 och 2 och upptas som 1/3 mantal. Förängshagen var under 1700-talet ett torp under Sillebo. Hälvarbo finns dokumenterat som utjord redan i början av 1700-talet, men har haft torpbebyggelse sedan 1700-talet. Högbo som existerade under 1700- och 1800-talen är ett nu försvunnet torp som låg 150 meter nordost om Jan-Pers. Larsbo, dokumenterat sedan 1700-talet har tidvis fungerat som soldattorp för roten 318 vid Västmanlands regemente för Sillebo och Jugansbo. Mälby, även kallat Bolund är ett torp från slutet av 1800-talet. Oskarsborg, i äldre tid även kallat Silleboäng eller Snushus är en fastighet uppförd i början av 1900-talet. Sillebotorp är ett nu okänt torp, dokumenterat under 1600-talet.